# Les Nuées

Les Nuées (en grec ancien : Νεφέλαι / Nephélai) est une comédie grecque classique d'Aristophane, jouée à Athènes en 423 av. J.-C. Le thème de la pièce s'articule autour du conflit générationnel qui éclate entre le vieil Athénien Strepsiadès et son fils Phidippidès. L'œuvre se présente comme une critique de la philosophie, en parodiant la célèbre figure de Socrate, penseur contemporain d'Aristophane, ce qui fait des Nuées l’une des pièces les plus étudiées depuis l’Antiquité.

## Résumé

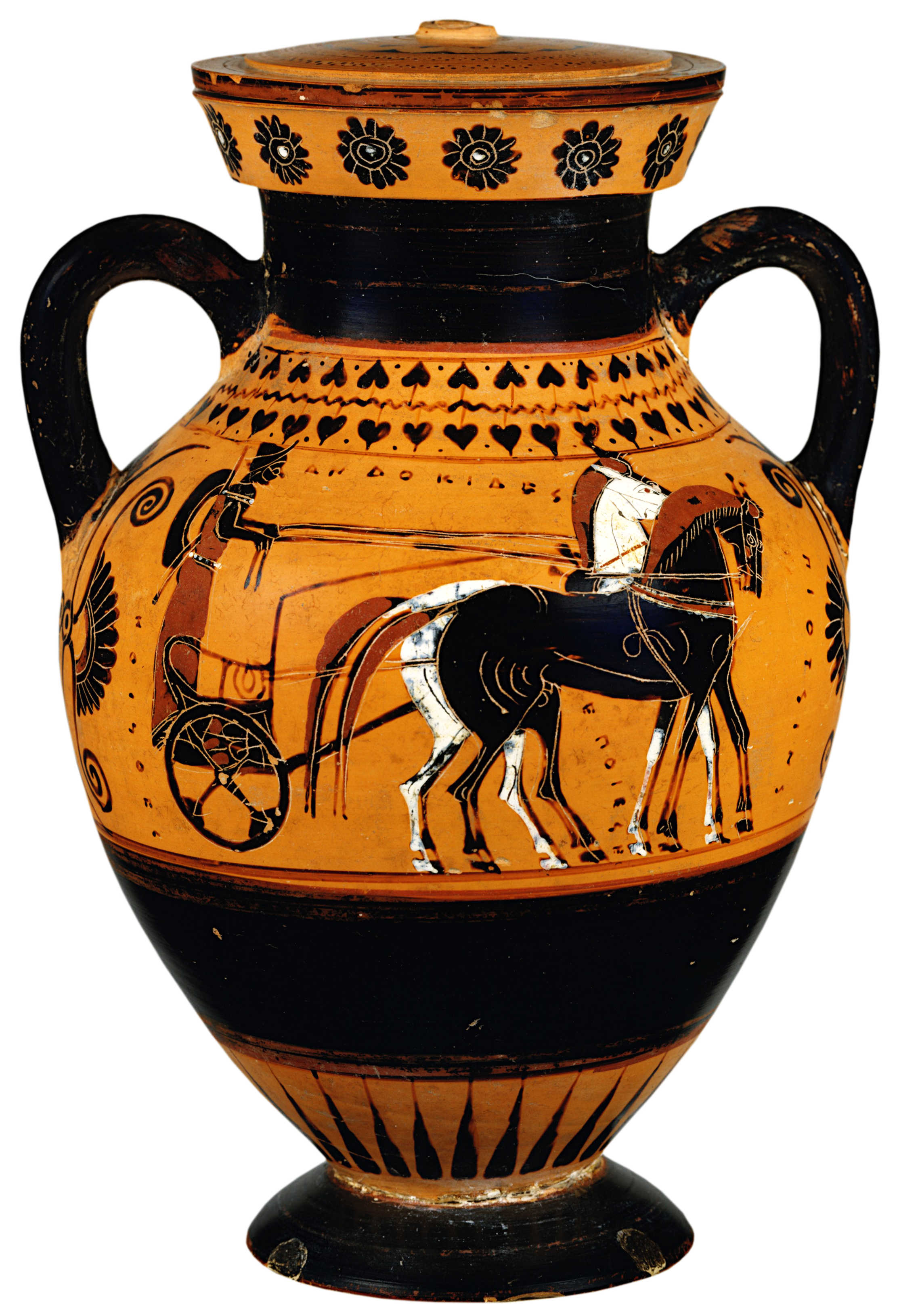
Char de course, amphore attique à figures noires, v. 530 av. J.-C.

Strepsiadès est un paysan âgé et malhonnête, que ruinent les goûts de luxe de son épouse et plus encore la passion pour les courses de chevaux de leur fils Phidippidès, se tourmente à cause de ses dettes. Il lui vient alors l’idée de charger son fils d'apporter un remède aux problèmes qu'il crée. Pour ce faire, il l'envoie au « Philosophoir » (phrontistèrion), l’école de Socrate (Sokratès), afin qu'il apprenne auprès de celui-ci les deux types de raisonnement : le Supérieur et l’Inférieur. Comme ce dernier raisonnement (l’Inférieur) permet de gagner les pires causes, le père compte ainsi échapper à ses créanciers.
Mais Phidippidès refuse d’entrer au « Philosophoir », méprisant Socrate et sa bande d’excentriques. Strepsiadès décide alors d'acquérir lui-même auprès de Socrate ce savoir. Il trouve Socrate dans une corbeille suspendue en l'air, et le prie de lui donner son enseignement. Socrate lui montre les Nuées au loin et lui explique que la cause des phénomènes naturels réside non pas dans les dieux traditionnels, lesquels n’existent pas, mais bien dans les Nuées, ces créatures célestes et fumeuses qui font tomber la pluie et résonner le tonnerre (cette explication du « tourbillon aérien » comme cause de la pluie étant reprise de deux penseurs présocratiques, Anaxagore et Démocrite). Selon Socrate, ce sont aussi les Nuées qui fournissent leur raisonnement aux sophistes. Et toujours selon Socrate, dès que Strepsiadès sera convaincu que les Dieux traditionnels n'existent pas, alors les Nuées accepteront de l’aider dans sa quête. Strepsiadès se décide donc à recevoir chez Socrate l'éducation qui le conduira à se convertir aux idées socratiques.
Le chœur et le coryphée s’adressent alors au public pour vanter la comédie à laquelle il assiste, ainsi qu'Aristophane, son auteur. Il plaide la cause d’Aristophane, le poète, dans le concours dramatique.
De son côté, Socrate est consterné par la stupidité de Strepsiadès qui, couché sur une paillasse, n’arrive pas à se concentrer sur les questions de son maître en raison des punaises, et il finit par le chasser. Ne sachant trop que faire, il suit le conseil des Nuées d’envoyer malgré tout son fils à Socrate. Strepsiadès oblige donc Phidippidès à revenir au Philosophoir suivre l’enseignement de Socrate. Mais le fils jure de se venger de son père.

À l’école, Socrate enseigne au jeune homme les deux Raisonnements, qu'il garde chez lui, le Juste et l’Injuste. Une virulente dispute éclate entre eux pour savoir lequel des deux déterminera l’instruction du jeune homme. À l’issue d’un affrontement oratoire (agôn logôn) dans lequel chaque Raisonnement plaide sa cause, et quand le Juste s’avoue vaincu, Phidippidès suit l'Injuste ainsi que Socrate. C'est donc l'Injuste qui se charge de l’éducation de Phidippidès. Quelques jours plus tard, Strepsiadès revient chercher son fils Phidippidès chez Socrate, qui le lui rend après en avoir fait un disputeur aussi habile que dénué de scrupules.  

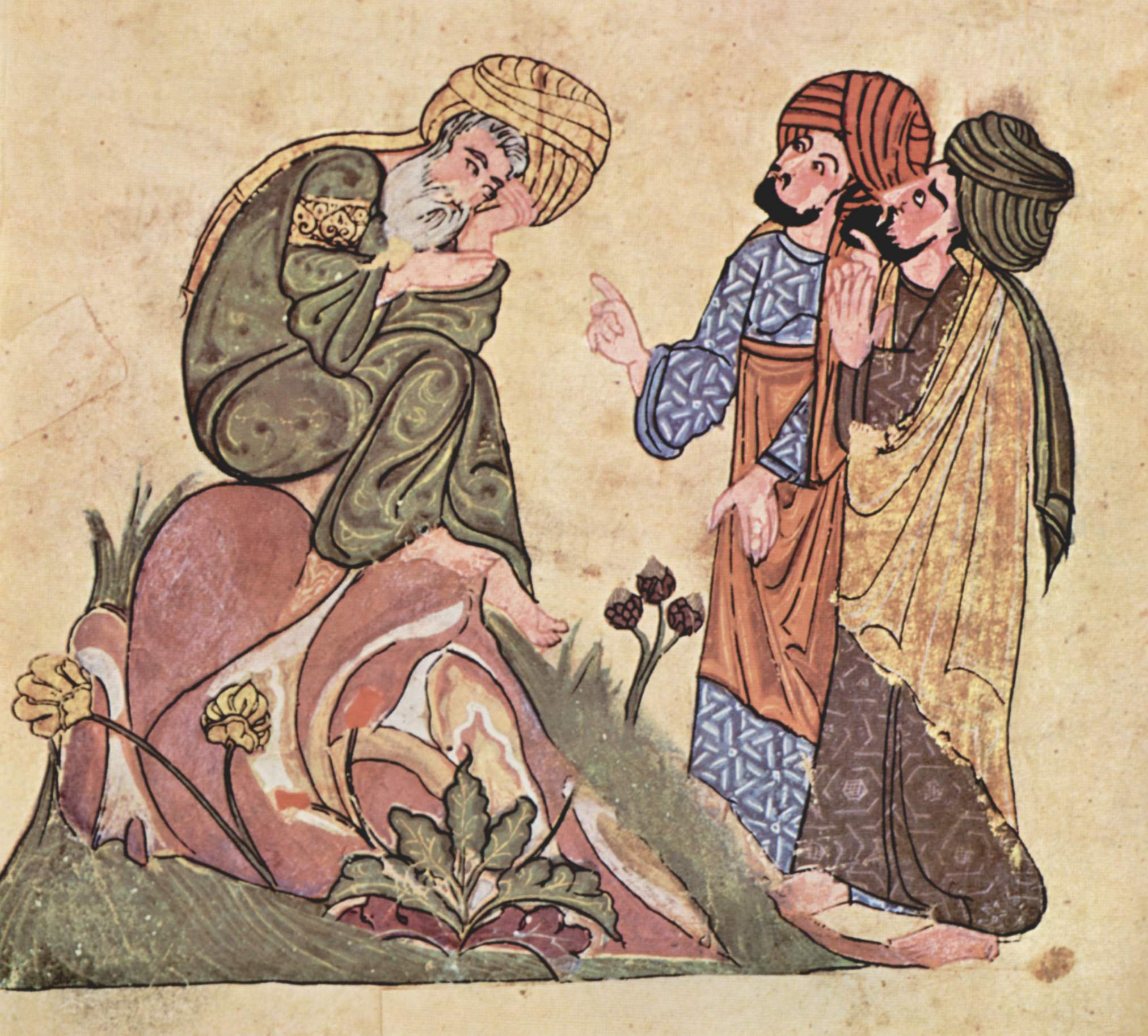
Socrate et ses disciples, miniature d'Al-Mubashshir ibn Fâtik, XIe s.

Or, peu de temps après, deux des créanciers de Strepsiadès reviennent lui demander leur dû. Phidippidès explique à son père comment contester la validité des échéances. Le père se moque donc du premier, Pasias, qui repart furieux, et ridiculise le second, Amynias, avant de le chasser à coups de baguette et d'aller partager un repas avec son fils. Mais le chœur annonce alors que les ennuis ne vont pas tarder pour le vieux paysan, à cause de son fils devenu fort habile à soutenir tout et son contraire grâce à des arguments véreux. Et voici le père qui sort, indigné: son fils l'a battu! En effet, il méprise les goûts de son père, et ne veut rien savoir de ses conseils et de ses reproches. Il va même jusqu'à affirmer qu'il a raison de le frapper, s'appuyant sur le Raisonnement Injuste qu'il met en œuvre dans le syllogisme suivant: si un père bat son enfant pour son propre bien, alors « frapper » et « avoir une bonne intention » s’équivalent, et donc il est normal qu’un fils frappe son père pour son bien.
Strepsiadès a compris maintenant à quoi mène l'enseignement de Socrate et son rejet des dieux. Il met donc le feu à la maison de Socrate parce qu'il est un mauvais maître, geste qui lui permet à la fois de se venger et d'offrir à la  justice et au bon sens une revanche, le tout avec l'accord des dieux.

## Genèse de l'œuvre
La première version de la pièce est composée par Aristophane en 423 av. J.-C. pour les Dionysies urbaines, où la pièce est représentée sous le nom de Philonidès et remporte le troisième prix, derrière Cratinos avec sa pièce nommée Bouteille et Ameipsias avec sa pièce nommée Connos. Aristophane réécrit ensuite la pièce au cours des années 418-416, et c'est ce texte révisé qui nous est parvenu.

## Le portrait de Socrate
La pièce doit une grande part de sa notoriété au portrait particulier et controversé qu'elle offre du philosophe Socrate, que Platon présente comme un personnage qui avouait ne rien savoir et  s'entretenait avec les Athéniens dans la rue, au hasard des rencontres, et se montrait l'ennemi des sophistes, qui professaient, eux, un savoir et faisaient payer leurs leçons.
Au contraire, Aristophane semble avoir fait du philosophe le type même des sophistes dans Les Nuées: pédant et athée, Socrate y tient sa propre école où il enseigne l'art de parler, et particulièrement le moyen de faire valoir n'importe quelle cause (c'est-à-dire, dans les termes de la pièce, faire triompher même le Raisonnement injuste sur le Raisonnement juste). Or, cet enseignement correspond davantage à la formation rhétorique que des sophistes tels que Protagoras ou Gorgias dispensaient aux jeunes Athéniens, lesquels acquéraient ainsi un pouvoir de persuasion redoutable dans le contexte de la démocratie athénienne.
Cette confusion apparente de Socrate avec ses ennemis a longtemps suscité des interrogations, et il est difficile d'établir dans quelle mesure elle fut délibérée de la part d'Aristophane. Néanmoins, selon certains traducteurs, deux considérations peuvent éclairer le portrait du philosophe. D’une part, Socrate avait cela de commun avec les sophistes qu'il remettait en question les idées reçues de la morale et de la religion grecques traditionnelles au moyen du raisonnement (bien que son raisonnement ait été d'un autre type), ce qui, dans les deux cas, eut une influence considérable sur la jeunesse athénienne,,,. À travers Socrate, Aristophane vise donc ce qui a pu en général être perçu à Athènes comme un courant novateur de scepticisme, et le danger que ce courant représentait d'après lui pour les valeurs traditionnelles constitue effectivement le conflit principal des Nuées.
D'autre part, le choix de Socrate comme le représentant de ce scepticisme sur la scène comique se serait imposé parce que son apparence (son visage, ses manières, son extrême pauvreté) appelait particulièrement les railleries des poètes comiques,,.

### Les Nuéeset le procès de Socrate
Aux dires de Platon et d'auteurs plus contemporains, Les Nuées poussèrent en partie au procès et à l’exécution de Socrate,. En effet, au début de l'Apologie de Socrate de Platon, dans laquelle Platon rapporte la défense de Socrate lors de son procès, Socrate fait explicitement référence à l'œuvre d'Aristophane. Il affirme que ses plus dangereux accusateurs sont ceux qui, depuis longtemps, ont convaincu l'opinion publique « qu'il existe un certain Socrate, docte personnage, songeur quant aux choses d'en haut, fouilleur au contraire de tout ce qu'il y a sous terre, et qui de la cause la plus faible fait la cause la plus forte », ce qui, comme le relève Léon Robin, correspond au portrait de Socrate brossé dans Les Nuées. Poursuivant son discours, Socrate affirme qu'il ne peut identifier avec certitude aucun de ses redoutables accusateurs, « à l'exception d'un seul, un faiseur de comédies ». Ce faiseur de comédies est nommé un peu plus loin, en 19c : « C'est en effet ce que vous avez vu par vous-mêmes dans la comédie d'Aristophane. »
Toutefois, comme le remarque Silvia Milanezi, il semble improbable que cette comédie d'Aristophane ait été utilisée à charge lors du procès de Socrate en 399 av. J-C., c'est-à-dire plus de vingt ans après sa représentation. Il faut cependant reconnaître que Les Nuées contiennent en germe les trois chefs d'accusations retenus contre Socrate lors de son procès, soit ceux de corruption de la jeunesse, d'impiété et d'adoration de nouvelles divinités.
D'abord, on y voit effectivement le jeune Phidippidès, nouvellement sorti du Pensoir, l'école de Socrate, battre son père tout en invoquant nombre d'arguments pour justifier son action. Ensuite, lors de ses entretiens avec Strepsiadès, le personnage de Socrate répudie à de nombreuses reprises les dieux traditionnels, affirmant entre autres ceci : « Par quels dieux jureras-tu ? Car, pour commencer, les dieux, c'est une monnaie qui n'a pas cours chez nous. » Donc, non seulement Socrate rejette les divinités grecques courantes, mais il insiste sur l'exclusivité des siennes : il demande à Strepsiadès de considérer comme nulle toute autre divinité que « le Vide que voici, les Nuées et la Langue, rien que ces trois ». On le voit: en lieu et place des divinités de la cité, le Socrate d'Aristophane adore les nuées célestes, qu'il présente lui-même comme « de grandes déesses pour les paresseux, celles qui précisément nous fournissent le savoir, le raisonnement, l'intelligence, le don d'invention, le bagou, l'artifice oratoire, la pénétration ».

## Éditions et traductions modernes
Le philologue allemand Gottfried Hermann publia une édition de la pièce en 1799.
Hilaire Van Dael (1939) dont la traduction est celle retenue par la collection Belles Lettres (Guillaume Bude)
Victor-Henry Debidour publie une traduction française de la pièce dans sa traduction intégrale des œuvres d'Aristophane en 1964-65. Les noms des personnages principaux y sont traduits par des équivalents destinés à rendre sensibles les jeux de mots des noms grecs : Strepsiade est appelé « Tourneboule » et Phidippidès « Galopingre ».

#### Éditions et traductions
- (grc + fr) Aristophane, Comédies, tome 1, texte établi par Victor Coulon, traduit par Hilaire Van Daele, Paris, Belles Lettres, Collection des Universités de France, 2022 [1923]  (ISBN 978-2-251-00028-2)
- (grc + fr) Aristophane, Nuées, texte établi par Victor Coulon, traduction par Hilaire Van Daele, introduction de Silvia Milanezi, Paris, Belles Lettres, coll. « Classiques en poche » (n° 91), 2009, 206 p.  (ISBN 978-2-251-80002-8)
- Aristophane (Édition et trad. du grec ancien par Pascal Thiercy), Théâtre complet, Paris, Gallimard, coll. « Bibliothèque de la Pléiade », 1997, 1408 p. (ISBN 978-2-070-11385-9)
- Aristophane, Théâtre complet I : Les Acharniens, Les Cavaliers, Les Nuées, Les Guêpes, La Paix, traduction et présentation Marc-Jean Alfonsi, Paris, Flammarion, coll. « GF / Littérature et civilisation », 2014.  (ISBN 978-2-081-33663-6)
- Aristophane, Théâtre complet I : Les Acharniens, Les Cavaliers, Les Nuées, Les Guêpes, La Paix, texte traduit, présenté et annoté par Victor-Henry Debidour, Paris, Gallimard, coll. « Folio », 2020 [1965]  (ISBN 978-2-070-37789-3) .

#### Études
- M. C. Howatson (dir.), Dictionnaire de l'Antiquité, trad. de l'anglais, Paris, Robert Laffont, coll. « Bouquins », 1993 [1989],  (ISBN 978-2-221-06800-7) p. 86-87; 679.
- Suzanne Saïd, Monique Trédé et Alain Le Boulluec, Histoire de la littérature grecque, Paris, Presses universitaires de France, coll. « Premier Cycle », 1997 (ISBN 2130482333 et 978-2130482338) [rééd.: 4e édition mise à jour, PUF, coll. « Quadrige manuels », 2019, p. 171-175 et passim (ISBN 978-2-130-82079-6)]
- Pierre Brulé, « Contribution des Nuées au problème de l’incroyance au Ve siècle » in Pierre Brulé (dir.), La norme en matière religieuse en Grèce ancienne. Actes du XIIe colloque international du CIERGA (Rennes, septembre 2007), Liège, Presses universitaires de Liège, coll. « Kernos suppléments  » (n° 21), 2009, p. 49-67 [lire en ligne (page consultée le 29 novembre 2023)]
- Marie-Pierre Noël, « Aristophane et les intellectuels : Le portrait de Socrate et des « sophistes » dans les Nuées », dans Jean Leclant (dir.) et Jacques Jouanna (dir.), Le Théâtre grec antique : La comédie. Actes du 10e colloque de la Villa Kérylos à Beaulieu-sur-Mer les 1er et 2 octobre 1999, Paris, Académie des Inscriptions et Belles Lettres, coll. « Cahiers de la Villa Kérylos » (no 10), 2000 (lire en ligne), p. 111-128.